# Maarten Paes
Maarten Vincent Paes (Nijmegen, 14 mei 1998) is een Indonesisch-Nederlands voetballer die als doelman uitkomt voor FC Dallas.

## Carrière

### Jeugd en N.E.C.
Paes speelde in de jeugd van VV Union en in de Voetbal Academie N.E.C./FC Oss, waarvan zijn vader Vincent Paes allebei voorzitter is geweest. Paes begon als spits, maar werd op zijn veertiende keeper. Bij N.E.C. was hij van 2016 tot 2018 reservedoelman, maar kwam niet in actie.

### FC Utrecht
In 2018 vertrok Paes naar FC Utrecht, waar hij reservedoelman werd achter David Jensen en Nick Marsman. Hij debuteerde voor de club op 19 augustus 2018, in de met 2-0 gewonnen thuiswedstrijd tegen PEC Zwolle. Paes mocht spelen omdat Jensen ziek was en Marsman afwezig was door een blessure. Dit was zijn enige wedstrijd voor het eerste team in seizoen 2018/19. Daarnaast speelde hij dat seizoen verschillende wedstrijden voor Jong FC Utrecht.
Begin seizoen 2019/20 werd hij, sneller dan verwacht, eerste keeper van FC Utrecht. In de winterstop van dat seizoen raakte hij echter geblesseerd aan zijn schouderblad, met een uiteindelijke hersteltijd van zo'n zes maanden. Hierdoor besloot FC Utrecht in de winterstop Jeroen Zoet voor een half jaar te huren van PSV, die daar na jaren als eerste keeper eerder dat seizoen zijn plek onder de lat was kwijtgeraakt aan Lars Unnerstall.
Het seizoen 2020/21 was voor FC Utrecht een bewogen seizoen op het gebied van keepers. Zo speelde Paes de eerste wedstrijden van het seizoen, maar moest hij na enkele wedstrijden genoegen nemen achter Thijmen Nijhuis. Na het vertrek van John van der Brom stond Paes weer enkele wedstrijden onder de lat. Maar uiteindelijk speelde doelman Eric Oelschlägel nog de meeste wedstrijden dat seizoen.
In het seizoen 2021/22 verloor Paes wederom zijn plek basisplaats. Ditmaal in de wintermaanden aan Fabian de Keijzer. Begin mei raakte Fabian de Keijzer geblesseerd, waarna ook in dit seizoen Eric Oelschlägel als een van in totaal drie verschillende doelmannen onder de lat verscheen.

### FC Dallas
Eind januari 2022 werd bekend dat Paes door FC Utrecht zou worden verhuurd aan FC Dallas. In de overeenkomst zat een optie tot koop verwerkt, die automatisch zou worden geactiveerd wanneer het overeengekomen aantal gespeelde wedstrijden werd bereikt. Medio mei 2022 werd al bekend dat de Nederlandse keeper het erg naar zijn zin had in Amerika. Eind van diezelfde maand werd de overstap naar FC Dallas definitief. Paes werd in 2024 door publieksstemmen opgenomen in de selectie voor de Major League Soccer All-Star Game. Dit naast doelmannen Roman Bürki en Hugo Lloris. Paes viel na 66 minuten in voor Lloris in de met 1–4 verloren wedstrijd tegen de Liga MX All-Stars.
In de zomer van 2024 werd Paes in verband gebracht met een transfer naar het Italiaanse Empoli. Die club zou Paes graag willen huren (met verplichte optie tot koop), waar FC Dallas meer zag in een definitieve verkoop. De deal vond uiteindelijk geen doorgang.

## Clubstatistieken

### Beloften
| Seizoen                     | Club            | Competitie      | Competitie | Competitie | Overig | Overig | Totaal | Totaal |
| Seizoen                     | Club            | Competitie      | Wed.       | Dlp.       | Wed.   | Dlp.   | Wed.   | Dlp.   |
| --------------------------- | --------------- | --------------- | ---------- | ---------- | ------ | ------ | ------ | ------ |
| 2018/19                     | Jong FC Utrecht | Eerste divisie  | 9          | 0          | 0      | 0      | 9      | 0      |
| 2020/21                     | Jong FC Utrecht | Eerste divisie  | 9          | 0          | 0      | 0      | 9      | 0      |
| Carrière totaal             | Carrière totaal | Carrière totaal | 18         | 0          | 0      | 0      | 18     | 0      |
| Bijgewerkt op 16 maart 2025 |                 |                 |            |            |        |        |        |        |

### Senioren
| Seizoen                     | Club            | Competitie      | Competitie | Competitie | Beker | Beker | Internationaal | Internationaal | Overig | Overig | Totaal | Totaal |
| Seizoen                     | Club            | Competitie      | Wed.       | Dlp.       | Wed.  | Dlp.  | Wed.           | Dlp.           | Wed.   | Dlp.   | Wed.   | Dlp.   |
| --------------------------- | --------------- | --------------- | ---------- | ---------- | ----- | ----- | -------------- | -------------- | ------ | ------ | ------ | ------ |
| 2016/17                     | N.E.C.          | Eredivisie      | 0          | 0          | 0     | 0     | –              | –              | 0      | 0      | 0      | 0      |
| 2017/18                     | N.E.C.          | Eerste divisie  | 0          | 0          | 0     | 0     | –              | –              | 0      | 0      | 0      | 0      |
| 2018/19                     | FC Utrecht      | Eredivisie      | 1          | 0          | 0     | 0     | –              | –              | 0      | 0      | 1      | 0      |
| 2019/20                     | FC Utrecht      | Eredivisie      | 18         | 0          | 1     | 0     | 0              | 0              | 0      | 0      | 19     | 0      |
| 2020/21                     | FC Utrecht      | Eredivisie      | 8          | 0          | 1     | 0     | –              | –              | 0      | 0      | 9      | 0      |
| 2021/22                     | FC Utrecht      | Eredivisie      | 17         | 0          | 2     | 0     | –              | –              | 0      | 0      | 19     | 0      |
| 2022                        | → FC Dallas     | MLS             | 12         | 0          | 0     | 0     | –              | –              | 0      | 0      | 12     | 0      |
| 2022                        | FC Dallas       | MLS             | 20         | 0          | 0     | 0     | –              | –              | 2      | 0      | 22     | 0      |
| 2023                        | FC Dallas       | MLS             | 30         | 0          | 3     | 0     | –              | –              | 3      | 0      | 36     | 0      |
| 2024                        | FC Dallas       | MLS             | 30         | 0          | 5     | 0     | –              | –              | 0      | 0      | 35     | 0      |
| 2025                        | FC Dallas       | MLS             | 4          | 0          | 0     | 0     |                |                | 0      | 0      | 4      | 0      |
| Carrière totaal             | Carrière totaal | Carrière totaal | 140        | 0          | 12    | 0     | 0              | 0              | 5      | 0      | 157    | 0      |
| Bijgewerkt op 16 maart 2025 |                 |                 |            |            |       |       |                |                |        |        |        |        |

## Interlandcarrière
Paes vertegenwoordigde verschillende Nederlandse jeugdselecties. Zo werd hij opgeroepen voor Nederland onder 18 (nul keer basisspeler en één keer bij de selectie), Nederland onder 19 (twee keer basisspeler en dertien keer bij de selectie), Nederland onder 20 (twee keer basisspeler en één keer bij de selectie) en Nederland onder 21 (zes keer basisspeler en elf keer bij de selectie). Doordat hij naast zijn optredens ook geregeld als wisselspeler bij de selectie zat, maakte Paes naast de in het onderstaande overzicht genoemde kwalificaties en toernooien ook bijvoorbeeld het EK onder 19 2016, EK onder 19 2017 en EK onder 21 2021 mee.
| Jeugdinterlands van Maarten Paes | Jeugdinterlands van Maarten Paes | Jeugdinterlands van Maarten Paes | Jeugdinterlands van Maarten Paes | Jeugdinterlands van Maarten Paes |
| Interland                        | Datum                            | Wedstrijd                        | Uitslag                          | Competitie                       |
| Als speler bij N.E.C.            | Als speler bij N.E.C.            | Als speler bij N.E.C.            | Als speler bij N.E.C.            | Als speler bij N.E.C.            |
| Nederland onder 19               | Nederland onder 19               | Nederland onder 19               | Nederland onder 19               | Nederland onder 19               |
| -------------------------------- | -------------------------------- | -------------------------------- | -------------------------------- | -------------------------------- |
| 1.                               | 5 september 2016                 | Duitsland – Nederland            | 1 – 2                            | Vriendschappelijk                |
| 2.                               | 8 oktober 2016                   | Nederland – San Marino           | 4 – 0                            | Kwalificatie EK onder 19 2017    |
| Als speler bij FC Utrecht        |                                  |                                  |                                  |                                  |
| Nederland onder 20               |                                  |                                  |                                  |                                  |
| 1.                               | 6 september 2018                 | Portugal – Nederland             | 0 – 0                            | Elite League onder 20 (2017/18)  |
| 2.                               | 10 september 2018                | Nederland – Engeland             | 3 – 1                            | Elite League onder 20 (2017/18)  |
| Nederland onder 21               |                                  |                                  |                                  |                                  |
| 1.                               | 24 maart 2019                    | Nederland – Verenigde Staten     | 0 – 0                            | Vriendschappelijk                |
| 2.                               | 10 september 2019                | Nederland – Cyprus               | 5 – 1                            | Kwalificatie EK onder 21 2021    |
| 3.                               | 11 oktober 2019                  | Nederland – Portugal             | 4 – 2                            | Kwalificatie EK onder 21 2021    |
| 4.                               | 15 oktober 2019                  | Noorwegen – Nederland            | 0 – 4                            | Kwalificatie EK onder 21 2021    |
| 5.                               | 14 november 2019                 | Gibraltar – Nederland            | 0 – 6                            | Kwalificatie EK onder 21 2021    |
| 6.                               | 15 november 2020                 | Nederland – Wit-Rusland          | 5 – 0                            | Kwalificatie EK onder 21 2021    |

Op 5 september 2024 maakte Paes zijn debuut voor het Indonesië in de WK kwalificatiewedstrijd tegen Saoedi-Arabië (1–1). Paes veroorzaakte een penalty die hij vervolgens stopte. Hij werd uitgeroepen tot man van de wedstrijd.
| Interlands van Maarten Paes | Interlands van Maarten Paes | Interlands van Maarten Paes | Interlands van Maarten Paes | Interlands van Maarten Paes |
| Interland                   | Datum                       | Wedstrijd                   | Uitslag                     | Competitie                  |
| Als speler bij FC Dallas    | Als speler bij FC Dallas    | Als speler bij FC Dallas    | Als speler bij FC Dallas    | Als speler bij FC Dallas    |
| --------------------------- | --------------------------- | --------------------------- | --------------------------- | --------------------------- |
| 1.                          | 5 september 2024            | Saoedi-Arabië – Indonesië   | 1 – 1                       | Kwalificatie WK 2026        |
| 2.                          | 10 september 2024           | Indonesië – Australië       | 0 – 0                       | Kwalificatie WK 2026        |